# Fianchetto
|   | a | b | c | d | e | f | g | h |   |
| 8 | a8 negres torre · b8 negres cavall · c8 negres alfil · d8 negres dama · e8 negres rei · f8 negres alfil · g8 negres cavall · h8 negres torre · a7 negres peó · b7 negres peó · c7 negres peó · d7 negres peó · e7 negres peó · f7 negres peó · g7 negres peó · h7 negres peó · g3 blanques peó · a2 blanques peó · b2 blanques peó · c2 blanques peó · d2 blanques peó · e2 blanques peó · f2 blanques peó · g2 blanques alfil · h2 blanques peó · a1 blanques torre · b1 blanques cavall · c1 blanques alfil · d1 blanques dama · e1 blanques rei · g1 blanques cavall · h1 blanques torre | a8 negres torre · b8 negres cavall · c8 negres alfil · d8 negres dama · e8 negres rei · f8 negres alfil · g8 negres cavall · h8 negres torre · a7 negres peó · b7 negres peó · c7 negres peó · d7 negres peó · e7 negres peó · f7 negres peó · g7 negres peó · h7 negres peó · g3 blanques peó · a2 blanques peó · b2 blanques peó · c2 blanques peó · d2 blanques peó · e2 blanques peó · f2 blanques peó · g2 blanques alfil · h2 blanques peó · a1 blanques torre · b1 blanques cavall · c1 blanques alfil · d1 blanques dama · e1 blanques rei · g1 blanques cavall · h1 blanques torre | a8 negres torre · b8 negres cavall · c8 negres alfil · d8 negres dama · e8 negres rei · f8 negres alfil · g8 negres cavall · h8 negres torre · a7 negres peó · b7 negres peó · c7 negres peó · d7 negres peó · e7 negres peó · f7 negres peó · g7 negres peó · h7 negres peó · g3 blanques peó · a2 blanques peó · b2 blanques peó · c2 blanques peó · d2 blanques peó · e2 blanques peó · f2 blanques peó · g2 blanques alfil · h2 blanques peó · a1 blanques torre · b1 blanques cavall · c1 blanques alfil · d1 blanques dama · e1 blanques rei · g1 blanques cavall · h1 blanques torre | a8 negres torre · b8 negres cavall · c8 negres alfil · d8 negres dama · e8 negres rei · f8 negres alfil · g8 negres cavall · h8 negres torre · a7 negres peó · b7 negres peó · c7 negres peó · d7 negres peó · e7 negres peó · f7 negres peó · g7 negres peó · h7 negres peó · g3 blanques peó · a2 blanques peó · b2 blanques peó · c2 blanques peó · d2 blanques peó · e2 blanques peó · f2 blanques peó · g2 blanques alfil · h2 blanques peó · a1 blanques torre · b1 blanques cavall · c1 blanques alfil · d1 blanques dama · e1 blanques rei · g1 blanques cavall · h1 blanques torre | a8 negres torre · b8 negres cavall · c8 negres alfil · d8 negres dama · e8 negres rei · f8 negres alfil · g8 negres cavall · h8 negres torre · a7 negres peó · b7 negres peó · c7 negres peó · d7 negres peó · e7 negres peó · f7 negres peó · g7 negres peó · h7 negres peó · g3 blanques peó · a2 blanques peó · b2 blanques peó · c2 blanques peó · d2 blanques peó · e2 blanques peó · f2 blanques peó · g2 blanques alfil · h2 blanques peó · a1 blanques torre · b1 blanques cavall · c1 blanques alfil · d1 blanques dama · e1 blanques rei · g1 blanques cavall · h1 blanques torre | a8 negres torre · b8 negres cavall · c8 negres alfil · d8 negres dama · e8 negres rei · f8 negres alfil · g8 negres cavall · h8 negres torre · a7 negres peó · b7 negres peó · c7 negres peó · d7 negres peó · e7 negres peó · f7 negres peó · g7 negres peó · h7 negres peó · g3 blanques peó · a2 blanques peó · b2 blanques peó · c2 blanques peó · d2 blanques peó · e2 blanques peó · f2 blanques peó · g2 blanques alfil · h2 blanques peó · a1 blanques torre · b1 blanques cavall · c1 blanques alfil · d1 blanques dama · e1 blanques rei · g1 blanques cavall · h1 blanques torre | a8 negres torre · b8 negres cavall · c8 negres alfil · d8 negres dama · e8 negres rei · f8 negres alfil · g8 negres cavall · h8 negres torre · a7 negres peó · b7 negres peó · c7 negres peó · d7 negres peó · e7 negres peó · f7 negres peó · g7 negres peó · h7 negres peó · g3 blanques peó · a2 blanques peó · b2 blanques peó · c2 blanques peó · d2 blanques peó · e2 blanques peó · f2 blanques peó · g2 blanques alfil · h2 blanques peó · a1 blanques torre · b1 blanques cavall · c1 blanques alfil · d1 blanques dama · e1 blanques rei · g1 blanques cavall · h1 blanques torre | a8 negres torre · b8 negres cavall · c8 negres alfil · d8 negres dama · e8 negres rei · f8 negres alfil · g8 negres cavall · h8 negres torre · a7 negres peó · b7 negres peó · c7 negres peó · d7 negres peó · e7 negres peó · f7 negres peó · g7 negres peó · h7 negres peó · g3 blanques peó · a2 blanques peó · b2 blanques peó · c2 blanques peó · d2 blanques peó · e2 blanques peó · f2 blanques peó · g2 blanques alfil · h2 blanques peó · a1 blanques torre · b1 blanques cavall · c1 blanques alfil · d1 blanques dama · e1 blanques rei · g1 blanques cavall · h1 blanques torre | 8 |
| 7 | a8 negres torre · b8 negres cavall · c8 negres alfil · d8 negres dama · e8 negres rei · f8 negres alfil · g8 negres cavall · h8 negres torre · a7 negres peó · b7 negres peó · c7 negres peó · d7 negres peó · e7 negres peó · f7 negres peó · g7 negres peó · h7 negres peó · g3 blanques peó · a2 blanques peó · b2 blanques peó · c2 blanques peó · d2 blanques peó · e2 blanques peó · f2 blanques peó · g2 blanques alfil · h2 blanques peó · a1 blanques torre · b1 blanques cavall · c1 blanques alfil · d1 blanques dama · e1 blanques rei · g1 blanques cavall · h1 blanques torre | a8 negres torre · b8 negres cavall · c8 negres alfil · d8 negres dama · e8 negres rei · f8 negres alfil · g8 negres cavall · h8 negres torre · a7 negres peó · b7 negres peó · c7 negres peó · d7 negres peó · e7 negres peó · f7 negres peó · g7 negres peó · h7 negres peó · g3 blanques peó · a2 blanques peó · b2 blanques peó · c2 blanques peó · d2 blanques peó · e2 blanques peó · f2 blanques peó · g2 blanques alfil · h2 blanques peó · a1 blanques torre · b1 blanques cavall · c1 blanques alfil · d1 blanques dama · e1 blanques rei · g1 blanques cavall · h1 blanques torre | a8 negres torre · b8 negres cavall · c8 negres alfil · d8 negres dama · e8 negres rei · f8 negres alfil · g8 negres cavall · h8 negres torre · a7 negres peó · b7 negres peó · c7 negres peó · d7 negres peó · e7 negres peó · f7 negres peó · g7 negres peó · h7 negres peó · g3 blanques peó · a2 blanques peó · b2 blanques peó · c2 blanques peó · d2 blanques peó · e2 blanques peó · f2 blanques peó · g2 blanques alfil · h2 blanques peó · a1 blanques torre · b1 blanques cavall · c1 blanques alfil · d1 blanques dama · e1 blanques rei · g1 blanques cavall · h1 blanques torre | a8 negres torre · b8 negres cavall · c8 negres alfil · d8 negres dama · e8 negres rei · f8 negres alfil · g8 negres cavall · h8 negres torre · a7 negres peó · b7 negres peó · c7 negres peó · d7 negres peó · e7 negres peó · f7 negres peó · g7 negres peó · h7 negres peó · g3 blanques peó · a2 blanques peó · b2 blanques peó · c2 blanques peó · d2 blanques peó · e2 blanques peó · f2 blanques peó · g2 blanques alfil · h2 blanques peó · a1 blanques torre · b1 blanques cavall · c1 blanques alfil · d1 blanques dama · e1 blanques rei · g1 blanques cavall · h1 blanques torre | a8 negres torre · b8 negres cavall · c8 negres alfil · d8 negres dama · e8 negres rei · f8 negres alfil · g8 negres cavall · h8 negres torre · a7 negres peó · b7 negres peó · c7 negres peó · d7 negres peó · e7 negres peó · f7 negres peó · g7 negres peó · h7 negres peó · g3 blanques peó · a2 blanques peó · b2 blanques peó · c2 blanques peó · d2 blanques peó · e2 blanques peó · f2 blanques peó · g2 blanques alfil · h2 blanques peó · a1 blanques torre · b1 blanques cavall · c1 blanques alfil · d1 blanques dama · e1 blanques rei · g1 blanques cavall · h1 blanques torre | a8 negres torre · b8 negres cavall · c8 negres alfil · d8 negres dama · e8 negres rei · f8 negres alfil · g8 negres cavall · h8 negres torre · a7 negres peó · b7 negres peó · c7 negres peó · d7 negres peó · e7 negres peó · f7 negres peó · g7 negres peó · h7 negres peó · g3 blanques peó · a2 blanques peó · b2 blanques peó · c2 blanques peó · d2 blanques peó · e2 blanques peó · f2 blanques peó · g2 blanques alfil · h2 blanques peó · a1 blanques torre · b1 blanques cavall · c1 blanques alfil · d1 blanques dama · e1 blanques rei · g1 blanques cavall · h1 blanques torre | a8 negres torre · b8 negres cavall · c8 negres alfil · d8 negres dama · e8 negres rei · f8 negres alfil · g8 negres cavall · h8 negres torre · a7 negres peó · b7 negres peó · c7 negres peó · d7 negres peó · e7 negres peó · f7 negres peó · g7 negres peó · h7 negres peó · g3 blanques peó · a2 blanques peó · b2 blanques peó · c2 blanques peó · d2 blanques peó · e2 blanques peó · f2 blanques peó · g2 blanques alfil · h2 blanques peó · a1 blanques torre · b1 blanques cavall · c1 blanques alfil · d1 blanques dama · e1 blanques rei · g1 blanques cavall · h1 blanques torre | a8 negres torre · b8 negres cavall · c8 negres alfil · d8 negres dama · e8 negres rei · f8 negres alfil · g8 negres cavall · h8 negres torre · a7 negres peó · b7 negres peó · c7 negres peó · d7 negres peó · e7 negres peó · f7 negres peó · g7 negres peó · h7 negres peó · g3 blanques peó · a2 blanques peó · b2 blanques peó · c2 blanques peó · d2 blanques peó · e2 blanques peó · f2 blanques peó · g2 blanques alfil · h2 blanques peó · a1 blanques torre · b1 blanques cavall · c1 blanques alfil · d1 blanques dama · e1 blanques rei · g1 blanques cavall · h1 blanques torre | 7 |
| 6 | a8 negres torre · b8 negres cavall · c8 negres alfil · d8 negres dama · e8 negres rei · f8 negres alfil · g8 negres cavall · h8 negres torre · a7 negres peó · b7 negres peó · c7 negres peó · d7 negres peó · e7 negres peó · f7 negres peó · g7 negres peó · h7 negres peó · g3 blanques peó · a2 blanques peó · b2 blanques peó · c2 blanques peó · d2 blanques peó · e2 blanques peó · f2 blanques peó · g2 blanques alfil · h2 blanques peó · a1 blanques torre · b1 blanques cavall · c1 blanques alfil · d1 blanques dama · e1 blanques rei · g1 blanques cavall · h1 blanques torre | a8 negres torre · b8 negres cavall · c8 negres alfil · d8 negres dama · e8 negres rei · f8 negres alfil · g8 negres cavall · h8 negres torre · a7 negres peó · b7 negres peó · c7 negres peó · d7 negres peó · e7 negres peó · f7 negres peó · g7 negres peó · h7 negres peó · g3 blanques peó · a2 blanques peó · b2 blanques peó · c2 blanques peó · d2 blanques peó · e2 blanques peó · f2 blanques peó · g2 blanques alfil · h2 blanques peó · a1 blanques torre · b1 blanques cavall · c1 blanques alfil · d1 blanques dama · e1 blanques rei · g1 blanques cavall · h1 blanques torre | a8 negres torre · b8 negres cavall · c8 negres alfil · d8 negres dama · e8 negres rei · f8 negres alfil · g8 negres cavall · h8 negres torre · a7 negres peó · b7 negres peó · c7 negres peó · d7 negres peó · e7 negres peó · f7 negres peó · g7 negres peó · h7 negres peó · g3 blanques peó · a2 blanques peó · b2 blanques peó · c2 blanques peó · d2 blanques peó · e2 blanques peó · f2 blanques peó · g2 blanques alfil · h2 blanques peó · a1 blanques torre · b1 blanques cavall · c1 blanques alfil · d1 blanques dama · e1 blanques rei · g1 blanques cavall · h1 blanques torre | a8 negres torre · b8 negres cavall · c8 negres alfil · d8 negres dama · e8 negres rei · f8 negres alfil · g8 negres cavall · h8 negres torre · a7 negres peó · b7 negres peó · c7 negres peó · d7 negres peó · e7 negres peó · f7 negres peó · g7 negres peó · h7 negres peó · g3 blanques peó · a2 blanques peó · b2 blanques peó · c2 blanques peó · d2 blanques peó · e2 blanques peó · f2 blanques peó · g2 blanques alfil · h2 blanques peó · a1 blanques torre · b1 blanques cavall · c1 blanques alfil · d1 blanques dama · e1 blanques rei · g1 blanques cavall · h1 blanques torre | a8 negres torre · b8 negres cavall · c8 negres alfil · d8 negres dama · e8 negres rei · f8 negres alfil · g8 negres cavall · h8 negres torre · a7 negres peó · b7 negres peó · c7 negres peó · d7 negres peó · e7 negres peó · f7 negres peó · g7 negres peó · h7 negres peó · g3 blanques peó · a2 blanques peó · b2 blanques peó · c2 blanques peó · d2 blanques peó · e2 blanques peó · f2 blanques peó · g2 blanques alfil · h2 blanques peó · a1 blanques torre · b1 blanques cavall · c1 blanques alfil · d1 blanques dama · e1 blanques rei · g1 blanques cavall · h1 blanques torre | a8 negres torre · b8 negres cavall · c8 negres alfil · d8 negres dama · e8 negres rei · f8 negres alfil · g8 negres cavall · h8 negres torre · a7 negres peó · b7 negres peó · c7 negres peó · d7 negres peó · e7 negres peó · f7 negres peó · g7 negres peó · h7 negres peó · g3 blanques peó · a2 blanques peó · b2 blanques peó · c2 blanques peó · d2 blanques peó · e2 blanques peó · f2 blanques peó · g2 blanques alfil · h2 blanques peó · a1 blanques torre · b1 blanques cavall · c1 blanques alfil · d1 blanques dama · e1 blanques rei · g1 blanques cavall · h1 blanques torre | a8 negres torre · b8 negres cavall · c8 negres alfil · d8 negres dama · e8 negres rei · f8 negres alfil · g8 negres cavall · h8 negres torre · a7 negres peó · b7 negres peó · c7 negres peó · d7 negres peó · e7 negres peó · f7 negres peó · g7 negres peó · h7 negres peó · g3 blanques peó · a2 blanques peó · b2 blanques peó · c2 blanques peó · d2 blanques peó · e2 blanques peó · f2 blanques peó · g2 blanques alfil · h2 blanques peó · a1 blanques torre · b1 blanques cavall · c1 blanques alfil · d1 blanques dama · e1 blanques rei · g1 blanques cavall · h1 blanques torre | a8 negres torre · b8 negres cavall · c8 negres alfil · d8 negres dama · e8 negres rei · f8 negres alfil · g8 negres cavall · h8 negres torre · a7 negres peó · b7 negres peó · c7 negres peó · d7 negres peó · e7 negres peó · f7 negres peó · g7 negres peó · h7 negres peó · g3 blanques peó · a2 blanques peó · b2 blanques peó · c2 blanques peó · d2 blanques peó · e2 blanques peó · f2 blanques peó · g2 blanques alfil · h2 blanques peó · a1 blanques torre · b1 blanques cavall · c1 blanques alfil · d1 blanques dama · e1 blanques rei · g1 blanques cavall · h1 blanques torre | 6 |
| 5 | a8 negres torre · b8 negres cavall · c8 negres alfil · d8 negres dama · e8 negres rei · f8 negres alfil · g8 negres cavall · h8 negres torre · a7 negres peó · b7 negres peó · c7 negres peó · d7 negres peó · e7 negres peó · f7 negres peó · g7 negres peó · h7 negres peó · g3 blanques peó · a2 blanques peó · b2 blanques peó · c2 blanques peó · d2 blanques peó · e2 blanques peó · f2 blanques peó · g2 blanques alfil · h2 blanques peó · a1 blanques torre · b1 blanques cavall · c1 blanques alfil · d1 blanques dama · e1 blanques rei · g1 blanques cavall · h1 blanques torre | a8 negres torre · b8 negres cavall · c8 negres alfil · d8 negres dama · e8 negres rei · f8 negres alfil · g8 negres cavall · h8 negres torre · a7 negres peó · b7 negres peó · c7 negres peó · d7 negres peó · e7 negres peó · f7 negres peó · g7 negres peó · h7 negres peó · g3 blanques peó · a2 blanques peó · b2 blanques peó · c2 blanques peó · d2 blanques peó · e2 blanques peó · f2 blanques peó · g2 blanques alfil · h2 blanques peó · a1 blanques torre · b1 blanques cavall · c1 blanques alfil · d1 blanques dama · e1 blanques rei · g1 blanques cavall · h1 blanques torre | a8 negres torre · b8 negres cavall · c8 negres alfil · d8 negres dama · e8 negres rei · f8 negres alfil · g8 negres cavall · h8 negres torre · a7 negres peó · b7 negres peó · c7 negres peó · d7 negres peó · e7 negres peó · f7 negres peó · g7 negres peó · h7 negres peó · g3 blanques peó · a2 blanques peó · b2 blanques peó · c2 blanques peó · d2 blanques peó · e2 blanques peó · f2 blanques peó · g2 blanques alfil · h2 blanques peó · a1 blanques torre · b1 blanques cavall · c1 blanques alfil · d1 blanques dama · e1 blanques rei · g1 blanques cavall · h1 blanques torre | a8 negres torre · b8 negres cavall · c8 negres alfil · d8 negres dama · e8 negres rei · f8 negres alfil · g8 negres cavall · h8 negres torre · a7 negres peó · b7 negres peó · c7 negres peó · d7 negres peó · e7 negres peó · f7 negres peó · g7 negres peó · h7 negres peó · g3 blanques peó · a2 blanques peó · b2 blanques peó · c2 blanques peó · d2 blanques peó · e2 blanques peó · f2 blanques peó · g2 blanques alfil · h2 blanques peó · a1 blanques torre · b1 blanques cavall · c1 blanques alfil · d1 blanques dama · e1 blanques rei · g1 blanques cavall · h1 blanques torre | a8 negres torre · b8 negres cavall · c8 negres alfil · d8 negres dama · e8 negres rei · f8 negres alfil · g8 negres cavall · h8 negres torre · a7 negres peó · b7 negres peó · c7 negres peó · d7 negres peó · e7 negres peó · f7 negres peó · g7 negres peó · h7 negres peó · g3 blanques peó · a2 blanques peó · b2 blanques peó · c2 blanques peó · d2 blanques peó · e2 blanques peó · f2 blanques peó · g2 blanques alfil · h2 blanques peó · a1 blanques torre · b1 blanques cavall · c1 blanques alfil · d1 blanques dama · e1 blanques rei · g1 blanques cavall · h1 blanques torre | a8 negres torre · b8 negres cavall · c8 negres alfil · d8 negres dama · e8 negres rei · f8 negres alfil · g8 negres cavall · h8 negres torre · a7 negres peó · b7 negres peó · c7 negres peó · d7 negres peó · e7 negres peó · f7 negres peó · g7 negres peó · h7 negres peó · g3 blanques peó · a2 blanques peó · b2 blanques peó · c2 blanques peó · d2 blanques peó · e2 blanques peó · f2 blanques peó · g2 blanques alfil · h2 blanques peó · a1 blanques torre · b1 blanques cavall · c1 blanques alfil · d1 blanques dama · e1 blanques rei · g1 blanques cavall · h1 blanques torre | a8 negres torre · b8 negres cavall · c8 negres alfil · d8 negres dama · e8 negres rei · f8 negres alfil · g8 negres cavall · h8 negres torre · a7 negres peó · b7 negres peó · c7 negres peó · d7 negres peó · e7 negres peó · f7 negres peó · g7 negres peó · h7 negres peó · g3 blanques peó · a2 blanques peó · b2 blanques peó · c2 blanques peó · d2 blanques peó · e2 blanques peó · f2 blanques peó · g2 blanques alfil · h2 blanques peó · a1 blanques torre · b1 blanques cavall · c1 blanques alfil · d1 blanques dama · e1 blanques rei · g1 blanques cavall · h1 blanques torre | a8 negres torre · b8 negres cavall · c8 negres alfil · d8 negres dama · e8 negres rei · f8 negres alfil · g8 negres cavall · h8 negres torre · a7 negres peó · b7 negres peó · c7 negres peó · d7 negres peó · e7 negres peó · f7 negres peó · g7 negres peó · h7 negres peó · g3 blanques peó · a2 blanques peó · b2 blanques peó · c2 blanques peó · d2 blanques peó · e2 blanques peó · f2 blanques peó · g2 blanques alfil · h2 blanques peó · a1 blanques torre · b1 blanques cavall · c1 blanques alfil · d1 blanques dama · e1 blanques rei · g1 blanques cavall · h1 blanques torre | 5 |
| 4 | a8 negres torre · b8 negres cavall · c8 negres alfil · d8 negres dama · e8 negres rei · f8 negres alfil · g8 negres cavall · h8 negres torre · a7 negres peó · b7 negres peó · c7 negres peó · d7 negres peó · e7 negres peó · f7 negres peó · g7 negres peó · h7 negres peó · g3 blanques peó · a2 blanques peó · b2 blanques peó · c2 blanques peó · d2 blanques peó · e2 blanques peó · f2 blanques peó · g2 blanques alfil · h2 blanques peó · a1 blanques torre · b1 blanques cavall · c1 blanques alfil · d1 blanques dama · e1 blanques rei · g1 blanques cavall · h1 blanques torre | a8 negres torre · b8 negres cavall · c8 negres alfil · d8 negres dama · e8 negres rei · f8 negres alfil · g8 negres cavall · h8 negres torre · a7 negres peó · b7 negres peó · c7 negres peó · d7 negres peó · e7 negres peó · f7 negres peó · g7 negres peó · h7 negres peó · g3 blanques peó · a2 blanques peó · b2 blanques peó · c2 blanques peó · d2 blanques peó · e2 blanques peó · f2 blanques peó · g2 blanques alfil · h2 blanques peó · a1 blanques torre · b1 blanques cavall · c1 blanques alfil · d1 blanques dama · e1 blanques rei · g1 blanques cavall · h1 blanques torre | a8 negres torre · b8 negres cavall · c8 negres alfil · d8 negres dama · e8 negres rei · f8 negres alfil · g8 negres cavall · h8 negres torre · a7 negres peó · b7 negres peó · c7 negres peó · d7 negres peó · e7 negres peó · f7 negres peó · g7 negres peó · h7 negres peó · g3 blanques peó · a2 blanques peó · b2 blanques peó · c2 blanques peó · d2 blanques peó · e2 blanques peó · f2 blanques peó · g2 blanques alfil · h2 blanques peó · a1 blanques torre · b1 blanques cavall · c1 blanques alfil · d1 blanques dama · e1 blanques rei · g1 blanques cavall · h1 blanques torre | a8 negres torre · b8 negres cavall · c8 negres alfil · d8 negres dama · e8 negres rei · f8 negres alfil · g8 negres cavall · h8 negres torre · a7 negres peó · b7 negres peó · c7 negres peó · d7 negres peó · e7 negres peó · f7 negres peó · g7 negres peó · h7 negres peó · g3 blanques peó · a2 blanques peó · b2 blanques peó · c2 blanques peó · d2 blanques peó · e2 blanques peó · f2 blanques peó · g2 blanques alfil · h2 blanques peó · a1 blanques torre · b1 blanques cavall · c1 blanques alfil · d1 blanques dama · e1 blanques rei · g1 blanques cavall · h1 blanques torre | a8 negres torre · b8 negres cavall · c8 negres alfil · d8 negres dama · e8 negres rei · f8 negres alfil · g8 negres cavall · h8 negres torre · a7 negres peó · b7 negres peó · c7 negres peó · d7 negres peó · e7 negres peó · f7 negres peó · g7 negres peó · h7 negres peó · g3 blanques peó · a2 blanques peó · b2 blanques peó · c2 blanques peó · d2 blanques peó · e2 blanques peó · f2 blanques peó · g2 blanques alfil · h2 blanques peó · a1 blanques torre · b1 blanques cavall · c1 blanques alfil · d1 blanques dama · e1 blanques rei · g1 blanques cavall · h1 blanques torre | a8 negres torre · b8 negres cavall · c8 negres alfil · d8 negres dama · e8 negres rei · f8 negres alfil · g8 negres cavall · h8 negres torre · a7 negres peó · b7 negres peó · c7 negres peó · d7 negres peó · e7 negres peó · f7 negres peó · g7 negres peó · h7 negres peó · g3 blanques peó · a2 blanques peó · b2 blanques peó · c2 blanques peó · d2 blanques peó · e2 blanques peó · f2 blanques peó · g2 blanques alfil · h2 blanques peó · a1 blanques torre · b1 blanques cavall · c1 blanques alfil · d1 blanques dama · e1 blanques rei · g1 blanques cavall · h1 blanques torre | a8 negres torre · b8 negres cavall · c8 negres alfil · d8 negres dama · e8 negres rei · f8 negres alfil · g8 negres cavall · h8 negres torre · a7 negres peó · b7 negres peó · c7 negres peó · d7 negres peó · e7 negres peó · f7 negres peó · g7 negres peó · h7 negres peó · g3 blanques peó · a2 blanques peó · b2 blanques peó · c2 blanques peó · d2 blanques peó · e2 blanques peó · f2 blanques peó · g2 blanques alfil · h2 blanques peó · a1 blanques torre · b1 blanques cavall · c1 blanques alfil · d1 blanques dama · e1 blanques rei · g1 blanques cavall · h1 blanques torre | a8 negres torre · b8 negres cavall · c8 negres alfil · d8 negres dama · e8 negres rei · f8 negres alfil · g8 negres cavall · h8 negres torre · a7 negres peó · b7 negres peó · c7 negres peó · d7 negres peó · e7 negres peó · f7 negres peó · g7 negres peó · h7 negres peó · g3 blanques peó · a2 blanques peó · b2 blanques peó · c2 blanques peó · d2 blanques peó · e2 blanques peó · f2 blanques peó · g2 blanques alfil · h2 blanques peó · a1 blanques torre · b1 blanques cavall · c1 blanques alfil · d1 blanques dama · e1 blanques rei · g1 blanques cavall · h1 blanques torre | 4 |
| 3 | a8 negres torre · b8 negres cavall · c8 negres alfil · d8 negres dama · e8 negres rei · f8 negres alfil · g8 negres cavall · h8 negres torre · a7 negres peó · b7 negres peó · c7 negres peó · d7 negres peó · e7 negres peó · f7 negres peó · g7 negres peó · h7 negres peó · g3 blanques peó · a2 blanques peó · b2 blanques peó · c2 blanques peó · d2 blanques peó · e2 blanques peó · f2 blanques peó · g2 blanques alfil · h2 blanques peó · a1 blanques torre · b1 blanques cavall · c1 blanques alfil · d1 blanques dama · e1 blanques rei · g1 blanques cavall · h1 blanques torre | a8 negres torre · b8 negres cavall · c8 negres alfil · d8 negres dama · e8 negres rei · f8 negres alfil · g8 negres cavall · h8 negres torre · a7 negres peó · b7 negres peó · c7 negres peó · d7 negres peó · e7 negres peó · f7 negres peó · g7 negres peó · h7 negres peó · g3 blanques peó · a2 blanques peó · b2 blanques peó · c2 blanques peó · d2 blanques peó · e2 blanques peó · f2 blanques peó · g2 blanques alfil · h2 blanques peó · a1 blanques torre · b1 blanques cavall · c1 blanques alfil · d1 blanques dama · e1 blanques rei · g1 blanques cavall · h1 blanques torre | a8 negres torre · b8 negres cavall · c8 negres alfil · d8 negres dama · e8 negres rei · f8 negres alfil · g8 negres cavall · h8 negres torre · a7 negres peó · b7 negres peó · c7 negres peó · d7 negres peó · e7 negres peó · f7 negres peó · g7 negres peó · h7 negres peó · g3 blanques peó · a2 blanques peó · b2 blanques peó · c2 blanques peó · d2 blanques peó · e2 blanques peó · f2 blanques peó · g2 blanques alfil · h2 blanques peó · a1 blanques torre · b1 blanques cavall · c1 blanques alfil · d1 blanques dama · e1 blanques rei · g1 blanques cavall · h1 blanques torre | a8 negres torre · b8 negres cavall · c8 negres alfil · d8 negres dama · e8 negres rei · f8 negres alfil · g8 negres cavall · h8 negres torre · a7 negres peó · b7 negres peó · c7 negres peó · d7 negres peó · e7 negres peó · f7 negres peó · g7 negres peó · h7 negres peó · g3 blanques peó · a2 blanques peó · b2 blanques peó · c2 blanques peó · d2 blanques peó · e2 blanques peó · f2 blanques peó · g2 blanques alfil · h2 blanques peó · a1 blanques torre · b1 blanques cavall · c1 blanques alfil · d1 blanques dama · e1 blanques rei · g1 blanques cavall · h1 blanques torre | a8 negres torre · b8 negres cavall · c8 negres alfil · d8 negres dama · e8 negres rei · f8 negres alfil · g8 negres cavall · h8 negres torre · a7 negres peó · b7 negres peó · c7 negres peó · d7 negres peó · e7 negres peó · f7 negres peó · g7 negres peó · h7 negres peó · g3 blanques peó · a2 blanques peó · b2 blanques peó · c2 blanques peó · d2 blanques peó · e2 blanques peó · f2 blanques peó · g2 blanques alfil · h2 blanques peó · a1 blanques torre · b1 blanques cavall · c1 blanques alfil · d1 blanques dama · e1 blanques rei · g1 blanques cavall · h1 blanques torre | a8 negres torre · b8 negres cavall · c8 negres alfil · d8 negres dama · e8 negres rei · f8 negres alfil · g8 negres cavall · h8 negres torre · a7 negres peó · b7 negres peó · c7 negres peó · d7 negres peó · e7 negres peó · f7 negres peó · g7 negres peó · h7 negres peó · g3 blanques peó · a2 blanques peó · b2 blanques peó · c2 blanques peó · d2 blanques peó · e2 blanques peó · f2 blanques peó · g2 blanques alfil · h2 blanques peó · a1 blanques torre · b1 blanques cavall · c1 blanques alfil · d1 blanques dama · e1 blanques rei · g1 blanques cavall · h1 blanques torre | a8 negres torre · b8 negres cavall · c8 negres alfil · d8 negres dama · e8 negres rei · f8 negres alfil · g8 negres cavall · h8 negres torre · a7 negres peó · b7 negres peó · c7 negres peó · d7 negres peó · e7 negres peó · f7 negres peó · g7 negres peó · h7 negres peó · g3 blanques peó · a2 blanques peó · b2 blanques peó · c2 blanques peó · d2 blanques peó · e2 blanques peó · f2 blanques peó · g2 blanques alfil · h2 blanques peó · a1 blanques torre · b1 blanques cavall · c1 blanques alfil · d1 blanques dama · e1 blanques rei · g1 blanques cavall · h1 blanques torre | a8 negres torre · b8 negres cavall · c8 negres alfil · d8 negres dama · e8 negres rei · f8 negres alfil · g8 negres cavall · h8 negres torre · a7 negres peó · b7 negres peó · c7 negres peó · d7 negres peó · e7 negres peó · f7 negres peó · g7 negres peó · h7 negres peó · g3 blanques peó · a2 blanques peó · b2 blanques peó · c2 blanques peó · d2 blanques peó · e2 blanques peó · f2 blanques peó · g2 blanques alfil · h2 blanques peó · a1 blanques torre · b1 blanques cavall · c1 blanques alfil · d1 blanques dama · e1 blanques rei · g1 blanques cavall · h1 blanques torre | 3 |
| 2 | a8 negres torre · b8 negres cavall · c8 negres alfil · d8 negres dama · e8 negres rei · f8 negres alfil · g8 negres cavall · h8 negres torre · a7 negres peó · b7 negres peó · c7 negres peó · d7 negres peó · e7 negres peó · f7 negres peó · g7 negres peó · h7 negres peó · g3 blanques peó · a2 blanques peó · b2 blanques peó · c2 blanques peó · d2 blanques peó · e2 blanques peó · f2 blanques peó · g2 blanques alfil · h2 blanques peó · a1 blanques torre · b1 blanques cavall · c1 blanques alfil · d1 blanques dama · e1 blanques rei · g1 blanques cavall · h1 blanques torre | a8 negres torre · b8 negres cavall · c8 negres alfil · d8 negres dama · e8 negres rei · f8 negres alfil · g8 negres cavall · h8 negres torre · a7 negres peó · b7 negres peó · c7 negres peó · d7 negres peó · e7 negres peó · f7 negres peó · g7 negres peó · h7 negres peó · g3 blanques peó · a2 blanques peó · b2 blanques peó · c2 blanques peó · d2 blanques peó · e2 blanques peó · f2 blanques peó · g2 blanques alfil · h2 blanques peó · a1 blanques torre · b1 blanques cavall · c1 blanques alfil · d1 blanques dama · e1 blanques rei · g1 blanques cavall · h1 blanques torre | a8 negres torre · b8 negres cavall · c8 negres alfil · d8 negres dama · e8 negres rei · f8 negres alfil · g8 negres cavall · h8 negres torre · a7 negres peó · b7 negres peó · c7 negres peó · d7 negres peó · e7 negres peó · f7 negres peó · g7 negres peó · h7 negres peó · g3 blanques peó · a2 blanques peó · b2 blanques peó · c2 blanques peó · d2 blanques peó · e2 blanques peó · f2 blanques peó · g2 blanques alfil · h2 blanques peó · a1 blanques torre · b1 blanques cavall · c1 blanques alfil · d1 blanques dama · e1 blanques rei · g1 blanques cavall · h1 blanques torre | a8 negres torre · b8 negres cavall · c8 negres alfil · d8 negres dama · e8 negres rei · f8 negres alfil · g8 negres cavall · h8 negres torre · a7 negres peó · b7 negres peó · c7 negres peó · d7 negres peó · e7 negres peó · f7 negres peó · g7 negres peó · h7 negres peó · g3 blanques peó · a2 blanques peó · b2 blanques peó · c2 blanques peó · d2 blanques peó · e2 blanques peó · f2 blanques peó · g2 blanques alfil · h2 blanques peó · a1 blanques torre · b1 blanques cavall · c1 blanques alfil · d1 blanques dama · e1 blanques rei · g1 blanques cavall · h1 blanques torre | a8 negres torre · b8 negres cavall · c8 negres alfil · d8 negres dama · e8 negres rei · f8 negres alfil · g8 negres cavall · h8 negres torre · a7 negres peó · b7 negres peó · c7 negres peó · d7 negres peó · e7 negres peó · f7 negres peó · g7 negres peó · h7 negres peó · g3 blanques peó · a2 blanques peó · b2 blanques peó · c2 blanques peó · d2 blanques peó · e2 blanques peó · f2 blanques peó · g2 blanques alfil · h2 blanques peó · a1 blanques torre · b1 blanques cavall · c1 blanques alfil · d1 blanques dama · e1 blanques rei · g1 blanques cavall · h1 blanques torre | a8 negres torre · b8 negres cavall · c8 negres alfil · d8 negres dama · e8 negres rei · f8 negres alfil · g8 negres cavall · h8 negres torre · a7 negres peó · b7 negres peó · c7 negres peó · d7 negres peó · e7 negres peó · f7 negres peó · g7 negres peó · h7 negres peó · g3 blanques peó · a2 blanques peó · b2 blanques peó · c2 blanques peó · d2 blanques peó · e2 blanques peó · f2 blanques peó · g2 blanques alfil · h2 blanques peó · a1 blanques torre · b1 blanques cavall · c1 blanques alfil · d1 blanques dama · e1 blanques rei · g1 blanques cavall · h1 blanques torre | a8 negres torre · b8 negres cavall · c8 negres alfil · d8 negres dama · e8 negres rei · f8 negres alfil · g8 negres cavall · h8 negres torre · a7 negres peó · b7 negres peó · c7 negres peó · d7 negres peó · e7 negres peó · f7 negres peó · g7 negres peó · h7 negres peó · g3 blanques peó · a2 blanques peó · b2 blanques peó · c2 blanques peó · d2 blanques peó · e2 blanques peó · f2 blanques peó · g2 blanques alfil · h2 blanques peó · a1 blanques torre · b1 blanques cavall · c1 blanques alfil · d1 blanques dama · e1 blanques rei · g1 blanques cavall · h1 blanques torre | a8 negres torre · b8 negres cavall · c8 negres alfil · d8 negres dama · e8 negres rei · f8 negres alfil · g8 negres cavall · h8 negres torre · a7 negres peó · b7 negres peó · c7 negres peó · d7 negres peó · e7 negres peó · f7 negres peó · g7 negres peó · h7 negres peó · g3 blanques peó · a2 blanques peó · b2 blanques peó · c2 blanques peó · d2 blanques peó · e2 blanques peó · f2 blanques peó · g2 blanques alfil · h2 blanques peó · a1 blanques torre · b1 blanques cavall · c1 blanques alfil · d1 blanques dama · e1 blanques rei · g1 blanques cavall · h1 blanques torre | 2 |
| 1 | a8 negres torre · b8 negres cavall · c8 negres alfil · d8 negres dama · e8 negres rei · f8 negres alfil · g8 negres cavall · h8 negres torre · a7 negres peó · b7 negres peó · c7 negres peó · d7 negres peó · e7 negres peó · f7 negres peó · g7 negres peó · h7 negres peó · g3 blanques peó · a2 blanques peó · b2 blanques peó · c2 blanques peó · d2 blanques peó · e2 blanques peó · f2 blanques peó · g2 blanques alfil · h2 blanques peó · a1 blanques torre · b1 blanques cavall · c1 blanques alfil · d1 blanques dama · e1 blanques rei · g1 blanques cavall · h1 blanques torre | a8 negres torre · b8 negres cavall · c8 negres alfil · d8 negres dama · e8 negres rei · f8 negres alfil · g8 negres cavall · h8 negres torre · a7 negres peó · b7 negres peó · c7 negres peó · d7 negres peó · e7 negres peó · f7 negres peó · g7 negres peó · h7 negres peó · g3 blanques peó · a2 blanques peó · b2 blanques peó · c2 blanques peó · d2 blanques peó · e2 blanques peó · f2 blanques peó · g2 blanques alfil · h2 blanques peó · a1 blanques torre · b1 blanques cavall · c1 blanques alfil · d1 blanques dama · e1 blanques rei · g1 blanques cavall · h1 blanques torre | a8 negres torre · b8 negres cavall · c8 negres alfil · d8 negres dama · e8 negres rei · f8 negres alfil · g8 negres cavall · h8 negres torre · a7 negres peó · b7 negres peó · c7 negres peó · d7 negres peó · e7 negres peó · f7 negres peó · g7 negres peó · h7 negres peó · g3 blanques peó · a2 blanques peó · b2 blanques peó · c2 blanques peó · d2 blanques peó · e2 blanques peó · f2 blanques peó · g2 blanques alfil · h2 blanques peó · a1 blanques torre · b1 blanques cavall · c1 blanques alfil · d1 blanques dama · e1 blanques rei · g1 blanques cavall · h1 blanques torre | a8 negres torre · b8 negres cavall · c8 negres alfil · d8 negres dama · e8 negres rei · f8 negres alfil · g8 negres cavall · h8 negres torre · a7 negres peó · b7 negres peó · c7 negres peó · d7 negres peó · e7 negres peó · f7 negres peó · g7 negres peó · h7 negres peó · g3 blanques peó · a2 blanques peó · b2 blanques peó · c2 blanques peó · d2 blanques peó · e2 blanques peó · f2 blanques peó · g2 blanques alfil · h2 blanques peó · a1 blanques torre · b1 blanques cavall · c1 blanques alfil · d1 blanques dama · e1 blanques rei · g1 blanques cavall · h1 blanques torre | a8 negres torre · b8 negres cavall · c8 negres alfil · d8 negres dama · e8 negres rei · f8 negres alfil · g8 negres cavall · h8 negres torre · a7 negres peó · b7 negres peó · c7 negres peó · d7 negres peó · e7 negres peó · f7 negres peó · g7 negres peó · h7 negres peó · g3 blanques peó · a2 blanques peó · b2 blanques peó · c2 blanques peó · d2 blanques peó · e2 blanques peó · f2 blanques peó · g2 blanques alfil · h2 blanques peó · a1 blanques torre · b1 blanques cavall · c1 blanques alfil · d1 blanques dama · e1 blanques rei · g1 blanques cavall · h1 blanques torre | a8 negres torre · b8 negres cavall · c8 negres alfil · d8 negres dama · e8 negres rei · f8 negres alfil · g8 negres cavall · h8 negres torre · a7 negres peó · b7 negres peó · c7 negres peó · d7 negres peó · e7 negres peó · f7 negres peó · g7 negres peó · h7 negres peó · g3 blanques peó · a2 blanques peó · b2 blanques peó · c2 blanques peó · d2 blanques peó · e2 blanques peó · f2 blanques peó · g2 blanques alfil · h2 blanques peó · a1 blanques torre · b1 blanques cavall · c1 blanques alfil · d1 blanques dama · e1 blanques rei · g1 blanques cavall · h1 blanques torre | a8 negres torre · b8 negres cavall · c8 negres alfil · d8 negres dama · e8 negres rei · f8 negres alfil · g8 negres cavall · h8 negres torre · a7 negres peó · b7 negres peó · c7 negres peó · d7 negres peó · e7 negres peó · f7 negres peó · g7 negres peó · h7 negres peó · g3 blanques peó · a2 blanques peó · b2 blanques peó · c2 blanques peó · d2 blanques peó · e2 blanques peó · f2 blanques peó · g2 blanques alfil · h2 blanques peó · a1 blanques torre · b1 blanques cavall · c1 blanques alfil · d1 blanques dama · e1 blanques rei · g1 blanques cavall · h1 blanques torre | a8 negres torre · b8 negres cavall · c8 negres alfil · d8 negres dama · e8 negres rei · f8 negres alfil · g8 negres cavall · h8 negres torre · a7 negres peó · b7 negres peó · c7 negres peó · d7 negres peó · e7 negres peó · f7 negres peó · g7 negres peó · h7 negres peó · g3 blanques peó · a2 blanques peó · b2 blanques peó · c2 blanques peó · d2 blanques peó · e2 blanques peó · f2 blanques peó · g2 blanques alfil · h2 blanques peó · a1 blanques torre · b1 blanques cavall · c1 blanques alfil · d1 blanques dama · e1 blanques rei · g1 blanques cavall · h1 blanques torre | 1 |
|   | a | b | c | d | e | f | g | h |   |

El terme fianchetto (de l'italià fianco, 'flanquet') fa referència a la posició, en escacs, típica d'algunes obertures, en què l'alfil es col·loca a la segona fila de la columna del cavall adjacent després d'haver mogut el peó corresponent una o dues caselles endavant.